# Paul Hachenberg
Paul Hachenberg (* 16. oder 17. April 1642 in Alpen; † 27. Dezember 1680 in Heidelberg) war ein deutscher Rechtswissenschaftler, Historiker und Politiker.

## Leben

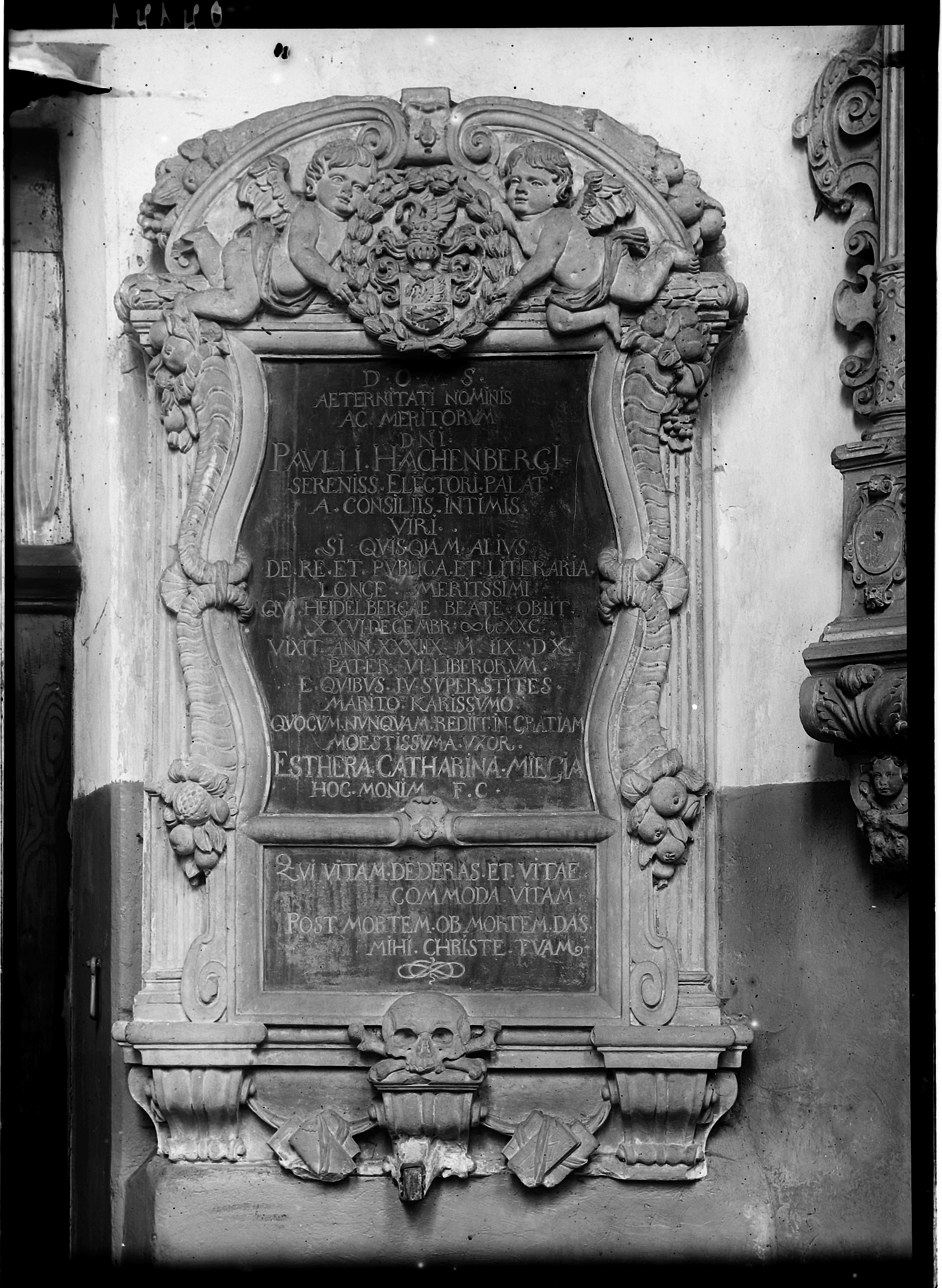
Epitaph von Paul Hachenberg in der Peterskirche Heidelberg

Hachenberg war Sohn des Pfarrers Paul Hachenberg. Er studierte bereits vor 1661 und erlangte neben dem philosophischen Magistergrad auch den Doktor der Rechte. Es ist jedoch nicht überliefert, wann er diesen erlangte. Von 1668 an war er als Nachfolger von Samuel Pufendorf Prinzenerzieher beim späteren Kurfürsten Karl II. von der Pfalz angestellt. 1671 erhielt er zudem eine Stellung als ordentlicher Professor an der Philosophischen Fakultät der Universität Heidelberg. 1674 und 1678 war er Dekan der philosophischen Fakultät, 1675 Rektor der Universität.
Hachenberg wurde 1680 Geheimer Rat sowie leitender Minister Karls II. Hachenberg war der Lieblingslehrer und Vertrauter Karls. Zuvor hatte er ihn auf eine Reise nach England begleitet. Hachenberg verstarb überraschend im Dezember 1680 im Amt.
Er war mit Esther Catharina Mieg (* 1651), der Schwester des Theologen Johann Friedrich Mieg der Ältere verheiratet.

## Werke (Auswahl)
- Kurtze vnd eygentliche Beschreibung Deß jenigen, so bey der Verlöbnus, Heimführ- vnd Vermählung Deß Durchleuchtigsten Fürsten vnd Herrn, Herrn Caroli, Pfaltzgrafens bey Rhein ... Mit der auch Durchleuchtigsten Fürstin vnd Frauen, Fraven Wilhelmina Ernestina, Geborner Königl. Erb-Princessin zu Dennemarck, ... Vorgangen: Mit beygefügten vnterschiedlichen Kupfferstücken, Emblematibus, auch gehaltenen Orationen, vnd auffgesetzten Ehren-Gedichten, Lüls, Heidelberg 1672.
- Germania Media: Publicis Dissertationibus In Academia Heidelbergensi Proposita..., 1675.
- Collegii historici disputatio ordinaria secunda nobiliores controversias ex historia Hispanica complectens, Ammon, Heidelberg 1680.
- Origines Germanorum et Suedorum, Samuel, Heidelberg 1682.
- Oratio De Laudibus Et Praestantia Palatinatus Ad Rhenum, Frankfurt am Main und Leipzig 1763.
- Eloge Du Palatinat: Ou Discours Prononcé En Latin L'An 1671. A Heydelberg. En Présence Des Sermes Electeurs Palatins Charles Louis Et Charles De Glorieuse Mémoire, Mannheim 1769.